# Adolf Freitag
Adolf Freitag (* im 14. Jahrhundert; † 1399) war  Domherr in Utrecht und Münster.

## Leben
Adolf Freitag wurde als Sohn des Ritters Henricus Vrydach geboren und entstammte dem westfälischen Adelsgeschlecht Frydag, aus dem zahlreiche namhafte Persönlichkeiten hervorgegangen sind. Er findet als Kanoniker des Kollegiatstiftes St. Salvator in Utrecht am 9. April 1393 erstmals urkundliche Erwähnung. Als Domherr zu Münster ist er nicht belegt, jedoch ist die Tatsache, dass er im Domnekrolog aufgelistet ist, ein Indiz für seine Tätigkeit als münsterischer Domherr. 
Adolf Freitag war Mitglied des Domkalands.